# Ehud Gol
Ehud Gol (* 1946 in Jerusalem) ist ein israelischer Diplomat.
Nachdem er von 1964 bis 1965 seinen Wehrdienst in den israelischen Streitkräften leistete, arbeitete Gol von 1965 bis 1971 als Assistent in der Personalabteilung des israelischen Außenministeriums. Daneben studierte er von 1969 bis 1971 Internationale Beziehungen und Politikwissenschaft an der Hebräischen Universität in Jerusalem. Gol wurde nun von 1972 bis 1977 Vizekonsul am israelischen Generalkonsulat in New York City und nutzte seinen dortigen Aufenthalt um von 1973 bis 1975 an der New York University Amerikanistik zu studieren. Nach seiner Rückkehr nach Israel arbeitete Gol von 1977 bis 1980 als Oberassistent erneut in der Personalabteilung des israelischen Außenministeriums. Von 1980 bis 1982 fungierte er als Konsul der Presse- und Informationsabteilung des israelischen Generalkonsulats in Chicago. Als Konsul der Informationsabteilung des israelischen Generalkonsulats in New York City bekleidete er von 1982 bis 1984 eine ähnliche Aufgabe. Nach verschiedenen Posten innerhalb des Außenministeriums war Gol von 1988 bis 1991 Generalkonsul in Rio de Janeiro.
Von 1995 bis 1999 war er israelischer Botschafter in Spanien mit gleichzeitiger Akkreditierung als nicht-residierender Botschafter für Andorra. Sein nächster Botschafterposten führte ihn von 2001 bis 2006 nach Italien. Hierbei war er gleichzeitig als nicht-residierender Botschafter für Malta und San Marino akkreditiert. Während seiner Zeit in Italien war Gol von 2001 bis 2004 ebenfalls nicht-residierender Botschafter für Albanien sowie von 2002 bis 2006 Ständiger Vertreter Israels bei der Ernährungs- und Landwirtschaftsorganisation (FAO) in Rom. Von 2007 bis 2008 war er nicht-residierender Botschafter für Armenien, Tadschikistan und Turkmenistan mit Sitz in Jerusalem. Seit 2009 ist Gol der israelische Botschafter in Portugal.
Gol ist verheiratet und hat zwei Kinder.